# Terminator (род)
Terminator (лат.) — род паразитических перепончатокрылых наездников подсемейства Orthocentrinae из семейства Ichneumonidae отряда перепончатокрылые. Включает 2 вида. Дальний Восток России и Япония.

## Этимология
Название происходит от латинского слова termino (установить предел, положить конец).

## Описание
Мелкие наездники, длиной около 3 мм. Основная окраска тела коричневая с жёлтыми отметинами (ноги и часть головы и груди жёлтые). Усики длинные, по длине равны переднему крылу. Жгутик усика 17-члениковый. Голова широкая, поперечная, щёки длинные. Мезонотум уплощённый. В переднем крыле зеркальце отсутствует, развита радиомедиальная жилка. Предположительно, как и другие представители трибы Helictini, паразитоиды грибных комаров Mycetophilidae.

## Классификация
Два вида. Род был впервые выделен в 2007 году российским энтомологом Хумала А. Э. (Институт леса Карельского научного центра РАН, Петрозаводск, Россия) и включён в трибу Helictini.
- Terminator notabilis Humala, 2007 — Приморский край (Россия), Япония
- Terminator orientalis Humala, 2007 — Приморский край (Россия)